# Statue von Anders Sandøe Ørsted

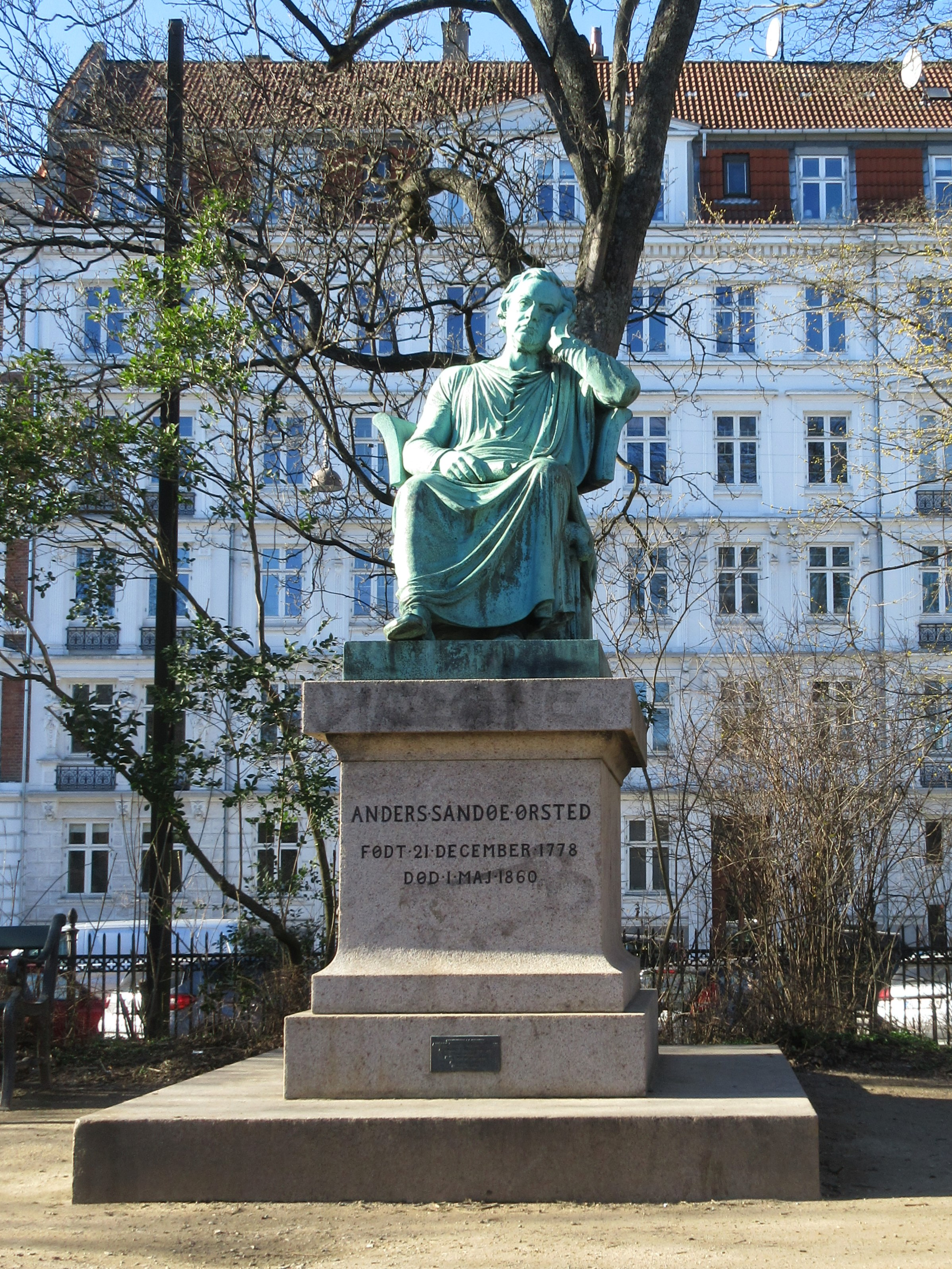
Statue von Anders Sandøe Ørsted

Die Statue von Anders Sandøe Ørsted steht im Ørstedsparken in Kopenhagen. Anders Sandøe Ørsted war der führende dänische Jurist in der Mitte des 19. Jahrhunderts. Jahrhunderts. 1853–54 war er dänischer Ministerpräsident.

## Geschichte
Die Statue wurde ursprünglich von Herman Wilhelm Bissen auf Anregung des Kunsthistorikers Niels Laurits Høyen in Auftrag gegeben. Bissen schuf 1835–36 eine kleine Statuette und 1836–37 das erste Gipsmodell. Der Plan war, 6.000 dänische Rigsdaler für eine Marmorstatue zu sammeln, aber Ørsteds starke politische Ansichten ließen seine Popularität schwinden. Orla Lehmann schrieb an Høyen, Ørsted sei kein Staatsmann, sondern „der Diener eines Fürsten“.
1842 versuchte Høyen erneut, das Geld aufzutreiben, aber Ørsted geriet im selben Jahr mit Peter Hiort Lorenzen aneinander, der auf dem stænderforsamling in Slesvig Dänisch gesprochen hatte. Dies veranlasste Høyen, die Spendenaktion abzubrechen. Bissen, der für sein Temperament bekannt war, war empört. Um 1852 wollte er das Modell angeblich zerstören, wurde aber von einer Gruppe seiner Schüler gewaltsam daran gehindert.
Bissen starb 1868 und erlebte die Fertigstellung der Statue nicht mehr. Vilhelm Bissen, sein Sohn und Schüler, führte die Werkstatt seines Vaters weiter. Er verkaufte das Ørsted-Gipsmodell seines Vaters 1882 an Carl Jacobsen. Jacobsen gab bei ihm 1885 auch eine Marmorkopie in Auftrag.
Das Denkmal wurde im Zusammenhang mit dem 10. Nordischen Juristentreffen in Auftrag gegeben und durch Spenden dänischer und norwegischer Juristen finanziert. Die Bronzestatue wurde auf der Grundlage der Marmorkopie von Bissen Jr. aus dem Jahre 1885 in der Bronzegießerei von Lauritz Rasmussen gegossen. Sie wurde während der Konferenz am 27. August 1902 enthüllt.

## Beschreibung
Das Denkmal besteht aus einer Bronzeskulptur auf einem Granitsockel mit den Maßen 375 cm × 232 cm × 313 cm. Ørsted ist als weiser alter Mann dargestellt, der auf einem Klismos sitzt und eine Toga trägt. Er ist in einem Moment stiller Kontemplation dargestellt, den linken Arm auf die Stuhllehne gestützt und das Kinn auf die Hand gestützt. Unter dem Stuhl steht ein Kasten mit Schriftrollen. Die Schatulle ist mit einem Relief verziert, das die Szene „Nemesis liest Jupiter die Taten der Menschen vor“ („Nemesis oplæser menneskenes gerninger for Jupiter“) darstellt.